# Hubert S. Martin
Hubert Stanley Martin (1879 – 17 novembre 1938) è stato un diplomatico e educatore britannico, uno tra i primi capi scout, commissario internazionale della Boy Scouts Association e primo direttore del Boy Scouts International Bureau nel 1920, posizione che mantenne fino alla sua morte.

## Biografia
Martin si unì al Ministero degli Esteri britannico nel 1898, servendo come messaggero del re e, dal 1916, come Chief Passport Officer.
Fu nominato due volte nell'Ordine dell'Impero Britannico per il suo servizio durante la Grande Guerra: nel 1918 come Ufficiale (OBE) e nel 1920 come Commendatore (CBE). Nel 1934 fu nominato cavaliere dell'Ordine reale vittoriano.

### Scautismo
Martin costituì una pattuglia scout a Londra nel 1909 e in seguito divenne funzionario della Boy Scouts Association. Mantenne un'indipendenza e, a volte, una relazione difficile con Robert Baden-Powell. Fu uno degli istruttori della Boy Scouts Association al primo corso Wood Badge tenutosi a Gilwell Park, dall'8 al 19 settembre 1919. Nel 1920, mentre prestava servizio come commissario internazionale della Boy Scout Association, Martin divenne anche il primo direttore del Boy Scouts International Bureau, di cui fu anche nominato direttore onorario.
Nel 1937, Martin ricevette il terzo Lupo di Bronzo del Comitato Scout Mondiale per i servizi eccezionali resi allo scautismo mondiale.

## Opere
- Scouting in other lands, 1926